# Система футбольных лиг Австрии
Система футбольных лиг Австрии состоит из четырёх уровней.
На первом месте расположена Австрийская Бундеслига, чемпион которой имеет право выступать в Лиге чемпионов УЕФА. На втором месте расположена Вторая лига, победитель которой выходит в Бундеслигу и заменяет вылетевшую из Бундеслиги команду. На третьем месте расположена Австрийская региональная лига, состоящая из дивизионов Востока (Вена и её окрестности, Нижняя Австрия, Бургенланд), Центра (Штирия, Каринтия, Верхняя Австрия и Восточный Тироль) и Запада (Зальцбург, Тироль и Форарльберг). 
В сезоне 2019/20 футбольные ассоциации Тироля и Форарльберга приняли решение о внесении изменений в систему, поскольку транспортные расходы для команд в региональной лиге Западной части стали непомерно высокими. В результате проведенной реформы, западная региональная лига, была заменена на «Элитную лигу». Эта лига включает команды из «Региональной лиги Зальцбурга», «Региональной лиги Тироля» и «Элитной лиги Форарльберга», каждая из них состоящая из 12 команд. Две лучшие команды из этих трех региональных лиг соревнуются в плей-офф Элитной лиги за право перейти во «Вторую лигу». Оставшиеся десять команд продолжают соревноваться в своих регионах, борясь за сохранение своего места в лиге.
На самой низшей ступени расположена Ландеслига, клубы которой не имеют статус профессиональных команд.

## Текущая система лиг
| Уровень | Соревнование                       | Соревнование                        | Соревнование                       | Соревнование                      | Соревнование                         | Соревнование                      | Соревнование               | Соревнование              | Соревнование                    |
| I       | Бундеслига 12 клубов               | Бундеслига 12 клубов                | Бундеслига 12 клубов               | Бундеслига 12 клубов              | Бундеслига 12 клубов                 | Бундеслига 12 клубов              | Бундеслига 12 клубов       | Бундеслига 12 клубов      | Бундеслига 12 клубов            |
| I       | ↓ 1 клуб                           |                                     |                                    |                                   |                                      |                                   |                            |                           |                                 |
| II      | ↑ 1 клуб                           | ↑ 1 клуб                            | ↑ 1 клуб                           | ↑ 1 клуб                          | ↑ 1 клуб                             | ↑ 1 клуб                          | ↑ 1 клуб                   | ↑ 1 клуб                  | ↑ 1 клуб                        |
| II      | Вторая лига 16 клубов              |                                     |                                    |                                   |                                      |                                   |                            |                           |                                 |
| II      | ↓ 3 клуба                          |                                     |                                    |                                   |                                      |                                   |                            |                           |                                 |
| III     | ↑ 1 клуб                           | ↑ 1 клуб                            | ↑ 1 клуб                           | ↑ 1 клуб                          | ↑ 1 клуб                             | ↑ 1 клуб                          | ↑ 1 клуб                   | ↑ 1 клуб                  | ↑ 1 клуб                        |
| III     | Региональная лига Восток 16 клубов | Региональная лига Восток 16 клубов  | Региональная лига Восток 16 клубов | Региональная лига Центр 16 клубов | Региональная лига Центр 16 клубов    | Региональная лига Центр 16 клубов | ЭЛ Форарльберг 12 клубов   | РЛ Тироль 12 клубов       | РЛ Зальцбург 12 клубов          |
| III     | ↓ 3 клуба                          | ↓ 3 клуба                           | ↓ 3 клуба                          | ↓ 3 клуба                         | ↓ 3 клуба                            | ↓ 3 клуба                         | ↓ 2 клуба                  | ↓ 2 клуба                 | ↓ 2 клуба                       |
| IV      | ↑ 1 клуб                           | ↑ 1 клуб                            | ↑ 1 клуб                           | ↑ 1 клуб                          | ↑ 1 клуб                             | ↑ 1 клуб                          | ↑ 2 клуба                  | ↑ 2 клуба                 | ↑ 2 клуба                       |
| IV      | Венская городская лига 16 клубов   | Ландеслига Нижней Австрии 16 клубов | Ландеслига Бургенланда 16 клубов   | Ландеслига Штирии 16 клубов       | Ландеслига Верхней Австрии 14 клубов | Ландеслига Каринтии 16 клубов     | Форарльберг лига 14 клубов | Тирольская лига 16 клубов | Ландеслига Зальцбурга 16 клубов |